# Jazzmuziektheorie
De jazzmuziektheorie of theorie voor de lichte muziek maakt gebruik van alle begrippen uit de klassieke (algemene) muziektheorie. Veel klassieke begrippen hebben echter een andere lading in de jazzmuziek. Daarnaast kent de jazzmuziektheorie ook haar eigen begrippen, symbolen en theorieën. Bijvoorbeeld over toonreeksen, improvisatie en voicings van akkoorden.

## Begrippen uit de jazzmuziektheorie
Hieronder staan enkele voorbeelden van bij jazzmuziektheorie behorende begrippen:
- call and response
- Coltrane changes
- comping
- frasering
- ghost note
- Guide tone
- II-V-I-verbindingen
- jazzstandard
- jazzblues
- leadsheet
- lopende bas
- off-beat
- timing
- transcripties
- scales
- upperstructure
- voicings

## Harmonie
| De harmonische trappen | De harmonische trappen                |
| ---------------------- | ------------------------------------- |
| I                      | Tonica                                |
| II                     | Sub-dominant                          |
| III                    | Vervanging van tonica of dominant     |
| IV                     | Sub-dominant                          |
| V                      | Dominant                              |
| VI                     | Vervanging van sub-dominant of tonica |
| VII                    | Vervanging van dominant               |

De jazzmuziektheorie gebruikt, net als de klassieke harmonieleer, de zeven harmonische trappen (aangegeven met Romeinse cijfers I t/m VII). Deze trappen geven de functie of harmonische verhouding weer van de akkoorden. De hoofdfuncties zijn tonica (I), sub-dominant (IV) en dominant (V). De trappen II, III, VI en VII functioneren als een soort vervanger voor een van de hoofdfuncties (zie tabel).
De tonica drieklank wordt het tooncentrum genoemd. De majeurladder die op de tonica gespeeld wordt is de basis van ons tonaliteitsbesef. De Ve trap staat in de verhouding van een kwint tot de tonica (kwintverwantschap). De dominant heeft een leidende of stuwende functie richting de tonica. De opvolging V-I heeft een sluitend effect. De IVe trap heeft een tonica-vliedend effect. Deze wordt dan ook vaak opgevolgd door een Ve trap. 
De opeenvolging II-V-I die in de jazz veelvuldig voorkomt is verwant aan de klassieke opvolging van sub-dominant - dominant - tonica (IV-V-I) maar dan met de IIe trap (sub-dominant vervanger) in plaats van de IVe trap. Deze opeenvolging komt zo vaak voor in de jazz dat het de meeste jazzmusici loont de nodige licks over deze akkoordprogressie in te studeren.

## Toonladders en -reeksen
In de jazzmuziek spelen toonladders, kerktoonladders en -reeksen (ook wel aangeduid met scales) een essentiële rol. Wanneer men improviseert over een akkoordenschema wordt er veelvuldig gebruikgemaakt van de verschillende toonladders die over de akkoorden kunnen worden gespeeld. 
- pentatonisch - Vijftonige ladder. Bestaat in mineur of majeur variant.
- bluestoonladder - De pentatonische ladder maar dan aangevuld met blue notes bestaat in twee varianten. Wordt gebruikt in de jazzblues en overal waar een bluesy effect gewenst is.
- Ionisch - de normale majeurtoonladder
- Dorisch - Mineur (kerk)toonladder met een grote sext en zonder leidtoon; Wordt veelvuldig gebruikt in de jazz op mineur septiem-akkoorden (bijvoorbeeld Dmin7)
- Frygisch - Mineur (kerk)toonladder. Kenmerkend is de verlaagde secunde.
- Lydisch - Majeurladder (kerktoonladder) met een verhoogde kwart. Geschikt voor majeur-akkoorden met een groot septiem (bijvoorbeeld Fmaj7) vaak gebruikt in de IVe trap of Ie trap.
- Mixolydisch - Majeurladder (kerktoonladder) met een verlaagde septiem. Past bij ongealtereerde majeurakkoorden met een kleine septiem (bijvoorbeeld G7).
- Locrisch - Kan worden gebruikt op een halfverminderd akkoord vanwege de verminderde kwint. Vaak wordt de tweede toon verhoogd wat een meer consonante variant geeft.
- Aeolisch - Kerktoonladder. De oorspronkelijke mineurladder (zonder leidtoon)
- Octotonisch - Acht-tonige reeks met afwisselend hele- en halvetoonafstanden. Wordt gebruikt bij verminderd (dim.) akkoord en op septiemakkoorden met een b9 en een #11 (geen verlaagde 13!). Voorbeelden: Eo en C7b9 #11 13
- Hele-toonstoonladder - Geschikt om akkoorden zoals C7#11 #5 op te vullen. Dit was zonder twijfel de favoriete toonladder van Thelonious Monk.
- Altered scale - Eigenlijk niet een toonladder maar een toonreeks van alle noten van een gealtereerd akkoord (bijvoorbeeld C7b10b13)
- Chromatisch of 12-toons - Toonreeks met halvetoonafstanden. Hier komen alle tonen van het westerse toonsysteem voor.

## Ritme, metrum en timing

### Metrum en ritme
In de jazz wordt het meest gebruikgemaakt van de 4/4 maat die dan met een swing feel wordt gespeeld. In moderne jazzstijlen is het gebruik van onregelmatige maatsoorten populairder dan in traditionele stijlen.
Bij de gebruikelijke 4/4 maat in jazzmuziek vallen de accenten op de 1e (hoofd-accent) en op de 3e tel (neven-accent), deze tellen zijn het duidelijkst voelbaar (zelfs wanneer ze niet gespeeld worden). De 2e en 4e tel noemt men de off-beat deze worden door de drummer op de high-hat gespeeld of geklapt of met de vingers geknipt. Het meetikken van een swing-ritme op de 1 en 3 is verleidelijk omdat op deze tellen het accent ligt maar dit is in de jazz eigenlijk not done.

### Timing
Timing heeft betrekking op de wijze waarop er met het metrum omgegaan wordt.  
Soorten timing:
- swing - hierbij worden de achtsten ongeveer gespeeld alsof ze deel uitmaakten van een triool
- shuffle - dit is een structurele onderverdeling van de tellen in achtstentriolen. Lijkt op een 12/8 maat maar de teleenheid blijft de kwart.
- (jazz)rock - Bij deze strakke manier van timen worden alle achtsten of zestiende noten recht (gelijk) gespeeld.

Timing als individuele eigenschap

Het begrip timing kan ook te maken hebben met de individuele manier van spelen van een musicus. In dat geval gaat het om de keuze die gemaakt wordt met betrekking tot nuances in de ritmische plaatsing van de noten (bijvoorbeeld laid-back timing). De timing van Miles Davis is bijvoorbeeld anders dan die van Wynton Marsalis.